# موثوسي ماغانو
موثوسي ماغانو (بالإنجليزية: Mothusi Magano)‏ هو ممثل جنوب أفريقي ولد في يوم 26 مارس 1979 في بلدة فوكنغ. مثل في عدة أفلام مثل تسوتسي.